# Remigijus Lupeikis
Remigijus Lupeikis (* 22. September 1964 in Klaipėda) ist ein ehemaliger sowjetischer und später litauischer Radrennfahrer.
1986 wurde Remigijus Lupeikis Junioren-Weltmeister in der Mannschaftsverfolgung, gemeinsam mit Sergei Wodopjanow, Dargos Tschiwinski und Aidas Klimavičius. Einen sowjetischen Meistertitel gewann er 1988 mit dem Team von Klaipėda in der Mannschaftsverfolgung (u. a. mit Gintautas Umaras). 1992 trat er zu den Profis über. 1994 gewann er die Berliner Etappenfahrt und wurde Dritter der Tour de Normandie. Bei den UCI-Bahn-Weltmeisterschaften 1995 in Bogotá wurde er Vize-Weltmeister im Punktefahren. 1997 gewann er das Valley of the Sun Stage Race und 2000 die Ägypten-Rundfahrt. 2001 belegte er Rang drei in der Gesamtwertung der Herald Sun Tour.
Im Jahr 2000 wurde Lupeikis litauischer Vizemeister im Straßenrennen, 2002 litauischer Meister sowie Vizemeister im Einzelzeitfahren. Zweimal, 1996 und 2000 startete er in verschiedenen Disziplinen bei Olympischen Sommerspielen, konnte sich aber nicht vorne platzieren. 2002 trat er vom Radsport zurück.